# Muuruejärvi
Le lac Muuruejärvi (finnois : Muuruejärvi) est un lac situé à Viitasaari en Finlande.

## Présentation
Le Muuruejärvi couvre une superficie de 25,3 kilomètres carrés. 
Le lac Vuosjärvi est son émissaire par les rapides de Huopana.
Le Muuruejärvi se déverse dans le Keitele par les rapides Keihärinkoski.